# Podocnemididae
Podocnemididae é uma família de cágados da ordem Testudines encontrada em Madagascar e na América do Sul.
A família também contêm inúmeros gêneros extintos, incluindo:
Amabilis,
Albertwoodemys, Bairdemys, Bauruemys, Brontochelys, Caninemys, Cordichelys, Dacquemys, Lapparentemys, Latentemys, Lemurchelys, Mogharemys, Neochelys, Papoulemys, Peiropemys, Pricemys, Shweboemys, Stereogenys, Turkanemys, Cambaremys, Carbonemys, Cerrejonemys, Kenyemys, Roxochelys and Stupendemys.